# Мара Матушка
Мара Матушка (на немски: Mara Mattuschka) е австрийски драматург, сценарист, режисьор, актриса, художничка, певица, пърформър и автор на филми.

## Биография
Мара Матушка е родена на 22 май 1959 г. в София. От 1976 г. живее във Виена. Там следва антропология и лингвистика, а от 1983 г. живопис и анимация в класа на Мария Ласниг в Академията за приложни изкуства. Завършва с образователната степен магистър. От 1994 до 2001 г. е преподавател в Академията за изящни изкуства в Брауншвайг. От 203 до 2011 г. преподава в Университета за художествен и приложен дизайн в Линц.
Мара Матушка участва в редица престижни филмови фестивали като Берлинале, Международния фестивал за късометражно кино в Оберхаузен, филмовия фестивал Диагонал, филмовия фестивал Виенале, Ротердамския филмов фестивал и др. Организирани са ретроспективи на творчеството ѝ по време на Виенския фестивал на късометражното кино, както и в Тампере, Загреб, Прага, Токио, Рио де Жанейро, Ню Йорк.
От 1986 до 1989 г. Матушка създава филмовата поредица Loading Ludwig по случай стогодишнината от рождението на Лудвиг Витгенщайн.
Като пърформър често използва псевдонимите Mimi Minus, Madame Ping Pong, Mahatma Gobi, Ramses II.
През есента на 2013 г. в рамките на проекта „Български художници във Виена. Съвременни практики от началото на XXI век“, реализиран в Софийска градска художествена галерия, е представена авторска селекция от филми на Мара Матушка:
- NavelFabel, 1984, 3 мин.
- Cerolax II, 1985, 2 мин.
- The Sinking of Titania, 1985, 4 мин.
- Bull-Head, 1985, 6 мин.
- Pascal-Gödel, 1986, 5 мин.
- Parasympathica, 1986, 4 мин.
- Les Miserables, 1987, 2 мин.
- I have been very pleased, 1987, 2 мин.
- Caesarean Section, 1987, 4 мин.
- Beauty and the Beast, 1993, 10 мин.
- S.O.S. Extraterrestria, 1993, 10 мин.
- ID, 2003, 10 мин.
- Running Sushi, 2008, 29 мин. (заедно с Крис Харинг)
- Burning Palace, 2009, 35 мин. (заедно с Крис Харинг)
- Perfect Garden, 2013, 80 мин. (заедно с Крис Харинг)

## Избрана филмография
- 1983: Gebet
- 1983: Kammeropern
- 1983: Moody Blues
- 1984: Leibesgeschichten
- 1984: NabelFabel
- 1984: Tagesmenü
- 1985: Grüße aus Wien
- 1985: Kugelkopf
- 1985: Parasympathica
- 1985: Der Untergang der Titania
- 1986: Furchtbar-schrecklich
- 1986: Midas
- 1986: Pascal – Gödel
- 1986: Die Schule der Ausschweifung
- 1986: Les Miserables
- 1986: Loading Ludwig
- 1986: Rosa Alexander
- 1987: Das 1x1 des glücklichen Lebens
- 1987: Es hat mich sehr gefreut
- 1987: Kaiser Schnitt
- 1987: m2
- 1987: Mein Kampf
- 1987: Die vollkommene Bedeutungslosigkeit der Frau für die Musikgeschichte
- 1989: Der Einzug des Rokoko ins Inselreich der Huzzis
- 1993: Der Schöne, die Biest
- 1993: S.O.S. Extraterrestria
- 1994: Suvlaki ist Babylon: komm, iss mit mir
- 1996: Die Unbilden des Schicksals
- 1997: Unternehmen Arschmaschine
- 2003: ID
- 2004: Plasma
- 2005: Comeback
- 2005: Legal Errorist
- 2006: Königin der Nacht
- 2007: Part Time Heroes
- 2008: Running Sushi
- 2009: Burning Palace
- 2011/12: QVID TVM
- 2012/13: Perfect Garden
- 2014/15: Stimmen
- 2018: Phaidros

## Награди
- Награда на град Виена за изобразително изкуство, 2010
- Щутгартска филмова зима, 2009: Награда на публиката (за Running Sushi)
- Награда Диагонал за новаторско кино, 2009 (за Running Sushi)
- Австрийска почетна награда за филмово изкуство, 2006
- Награда Диагонал за новаторско кино, 2003 (за ID)
- Дрезденски кинофестивал, 1994: Най-добър филм (за S.O.S. Extraterrestria)
- Награда Адолф Шерф за наука и изкуство